# 天主教开封总教区
天主教開封總教區（拉丁語：Archidioecesis Chaefomensis；中國官方教會稱為：開封教區）是天主教在中國河南省設立的的一個總教區，屬於河南教省。

## 概況
1946年4月11日，聖座在中國設立聖統制，開封宗座代牧區升格為開封總教區，屬於河南教省。河南教省屬下管辖有七個教區，分別是：
- 鄭州教區
- 洛陽教區
- 南陽教區
- 衛輝教區
- 信陽教區
- 駐馬店教區
- 商丘教區

另外，更協助管理同為河南省內的新鄉宗座監牧區。
1950年，開封總教區信徒人數為18,487人、17個堂區、41座聖堂、31位司鐸（13位教區司鐸、18位修會司鐸）和38位修女。2022年，開封總教區的公開及地下教會團體共有信徒人數約為30,000。教座位於河南省开封市理事厅街41號的耶穌聖心主教座堂，又稱為理事厅天主教堂。現時，總教區主教為處於教座出缺。

## 历史
開封一帶，相信有「十字架朝拜者」的後人，有可能是一千年前景教傳教士來到中國的地方。自從17世紀清朝時間，耶穌會會士和遣使會會士分別曾在開封傳教。
1916年9月21日，聖座从河南南境宗座代牧区劃出河南省东部的26個县设立河南东境宗座代牧区，且由宗座外方傳教會會士負責管理，意大利籍譚維新主教出任首任宗座代牧。1924年12月3日，河南东境宗座代牧区根据主教驻地更名为更名为开封府宗座代牧区，譚維新主教繼續出任宗座代牧。
1927年12月15日，聖座從開封府宗座代牧區劃出河南省南部設立信陽州宗座監牧區，且交由德國籍聖言會會士負責管理。
1928年6月19日，聖座從開封府宗座代牧區劃出河南省東部6县成立歸德宗座監牧區，並交由西班牙籍重整奧思定會負責。
1946年4月11日，聖座在中國設立聖統制，開封宗座代牧區升格為開封總教區，陽霖出任首任開封總教區總主教。
1949年10月1日，中國共產黨在中國大陸地區建立中華人民共和國，並開始針對天主教進行宗教迫害及打壓，教會已經無法正常運作。1951年4月2日，開封總教區陽霖總主教被捕，且其他的外籍傳教士也先後被捕及與陽霖總主教驅逐出境。同年，中國政府在全國各地推動三自愛國運動，強迫神職人員斷絕與教宗共融。選舉與政府合作的何春明神父發表自立革新宣言，並自任開封總教區署理，且在1956年7月參加中國天主教愛國會籌備會議。1962年1月21日，自選自聖為開封總教區正權主教，但行為未獲教宗准許。
1966年至1979年的文化大革命期間，總教區所有宗教活動停止，政府沒收教會財產，神職人員被強迫勞動改造。改革開放後教會逐步恢復運作，1981年公開教會團體韓道一神父出任開封總教區署理，且在1993年11月7日未獲得教宗准許，自選自聖為開封總教區正權主教。但是，真正獲教宗承認的開封總教區正權主教是1989年，由地下教會團體晉牧的梁希聖。
2000年10月27日，梁希聖主教秘密晉牧宗長風為開封總教區助理主教。可是，政府一直不承認宗長風的主教身份，且阻止他到任，而繼續以神父身分在陝西周至教區服務。2005年1月1日，梁主教秘密晉牧方濟會會士高宏孝為開封總教區助理主教。
2007年9月23日梁主教去世，高宏孝主教接任成開封總教區正權主教，而開封總教區仍然存在公開團體和地下團體之間的隔閡。

## 教堂
- 開封耶穌聖心主教座堂

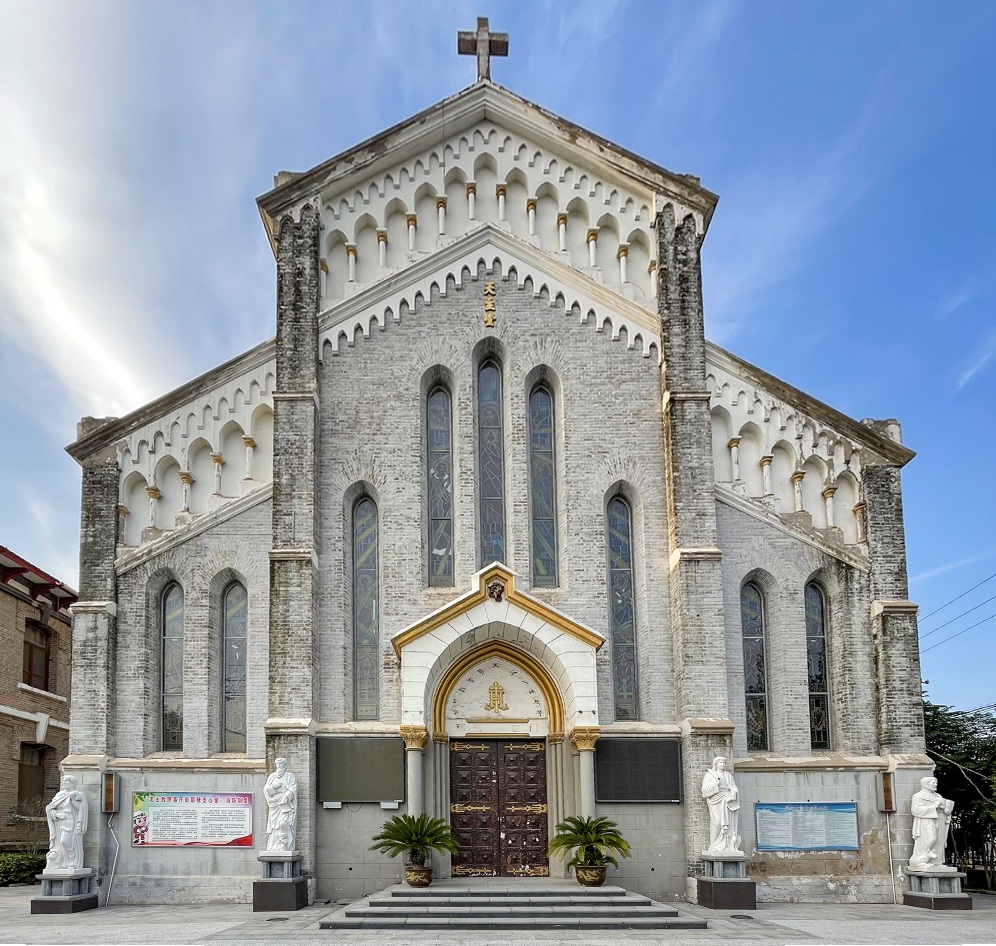
開封耶穌聖心主教座堂正立面

開封耶穌聖心主教座堂又稱為理事廳天主教堂，位於開封市理事廳街41號。1917年，潭維新主教在理事廳街東段路北建造主教座堂，1919年建成。主教座堂周圍還有主教公署、小修院及教會學校的建築群。2006年，主教座堂被列入河南省文物保護單位名錄。 　

## 歷任主教

### 河南東境宗座代牧
- 譚維新主教, P.I.M.E.（1916年11月20日-1924年12月3日）：意大利籍][5]

### 開封府宗座代牧
- 譚維新主教, P.I.M.E.（1924年12月3日-1941年）：意大利籍
- 教座出缺（1941年-1946年）
  - 宗座署理畢性和蒙席, P.I.M.E.（1940年-1941年11月19日）：意大利籍[6]
  - 宗座署理羅克信神父, P.I.M.E.（1942年7月2日-1946年）：意大利籍[7]

### 開封總主教
- 阳霖總主教, P.I.M.E.（1946年12月12日-1960年9月8日）：意大利籍[8]
- 教座出缺（1960年-1989年）
  - 何春明神父（1958年4月8日-1986年11月12日）：自選自聖，未獲聖座承認。[9][10]
- 梁希聖主教（1989年-2007年9月23日）：地下教會團體秘密晉牧，未獲政府承認。[11][12][13][14]
  - 助理主教宗長風（2000年-2007年）：地下教會團體秘密晉牧，未獲政府承認，未能到任。[15][16][17]
  - 助理主教高宏孝, O.F.M.（2005年-2007年9月23日）地下教會團體秘密晉牧，未獲政府承認。
  - 韓道一神父（1993年11月7日-2000年10月27日）：自選自聖，未獲聖座承認。[18][19]
- 高宏孝主教, O.F.M.（2007年9月23日-2022年12月19日）：地下教會團體秘密晉牧，未獲政府承認。[20][21]
- 教座出缺（2022年-現在）